# The Amazing Spider-Man 2
The Amazing Spider-Man 2: Rise of Electro (prt: O Fantástico Homem-Aranha 2: O Poder de Electro, ou O Fantástico Homem-Aranha 2; bra: O Espetacular Homem-Aranha 2 - A Ameaça de Electro, ou O Espetacular Homem-Aranha 2: A Ameaça de Electro) é um filme estadunidense de 2014, baseado no personagem Homem-Aranha da Marvel Comics. O filme foi dirigido por Marc Webb, produzido por Avi Arad e Matt Tolmach, com roteiro de Alex Kurtzman, Roberto Orci, Jeff Pinkner e James Vanderbilt. É o nono filme da série de filmes Homem-Aranha, sendo produzido pela Columbia Pictures e Marvel Entertainment, é a sequência de The Amazing Spider-Man (2012), e o último filme da série The Amazing Spider-Man. O filme é estrelado por Andrew Garfield como Peter Parker / Homem-Aranha, ao lado de Emma Stone, Jamie Foxx, Dane DeHaan, Campbell Scott, Embeth Davidtz, Colm Feore, Paul Giamatti e Sally Field. No filme, Peter Parker tenta proteger Gwen Stacy enquanto investiga a morte de seus pais, enquanto também lida com o super vilão Electro e o retorno de seu amigo de infância Harry Osborn, que está morrendo de uma doença genética mortal.
O desenvolvimento de The Amazing Spider-Man 2 começou após o sucesso de The Amazing Spider-Man. DeHaan, Giamatti, Felicity Jones e Chris Cooper foram escalados entre dezembro de 2012 e fevereiro de 2013. As filmagens ocorreram na cidade de Nova York de fevereiro a junho de 2013. O filme foi lançado em 2D, 3D e IMAX 3D em 2 de maio de 2014, nos Estados Unidos, com duas estreias internacionais realizadas entre 31 de março e 10 de abril do mesmo ano. Recebeu críticas mistas da crítica e do público, com elogios aos efeitos especiais, química entre Stone e Garfield, as cenas de ação e a trilha sonora de Hans Zimmer, embora o roteiro e a extensão tenham recebido críticas. A retratação de Max Dillon / Electro de Foxx foi polarizada. O filme arrecadou $ 709 milhões em todo o mundo, tornando-se o nono filme de maior bilheteria de 2014, mas o filme em live-action de menor bilheteria do Homem-Aranha até agora.
A série The Amazing Spider-Man foi originalmente planejada para continuar com duas sequências e vários spin-offs, mais filmes notavelmente centrados em Venom e Sexteto Sinistro. Devido a conflitos entre o estúdio, Andrew Garfield e o hack da Sony Pictures, todas as parcelas subsequentes foram canceladas e uma nova iteração do personagem, retratada por Tom Holland na Universo Cinematográfico Marvel (MCU), começou com Capitão América: Guerra Civil (2016). Os spin-offs planejados foram redefinidos para uma linha do tempo separada da continuidade do The Amazing Spider-Man e do MCU, começando com Venom (2018).
Tanto Garfield quanto Foxx reprisam seus papéis de Homem-Aranha e Electro respectivamente em Spider-Man: No Way Home (2021), que segue os acontecimentos do filme e que tratou do conceito de multiverso e vinculou o filme aos Raimi e a franquia de Webb.

## Enredo
O cientista da Oscorp Richard Parker grava uma mensagem de vídeo para explicar seu desaparecimento. Ele e sua esposa Mary tentam fugir a bordo de um jato particular sequestrado por um assassino. O avião cai, matando o casal.
Atualmente, dois anos após sua batalha com o Dr. Curt Connors, o filho de Richard e Mary, Peter Parker, continua lutando contra o crime como o Homem-Aranha e prende o criminoso Aleksei Sytsevich . Devido às reservas de Peter sobre seu relacionamento com a namorada Gwen Stacy desde que fez uma promessa a seu falecido pai de ficar longe dela, Gwen termina seu relacionamento após a formatura do colégio. O amigo de infância de Peter, Harry Osborn, retorna a Manhattan para ver seu pai em estado terminal, Norman, CEO da Oscorp. A doença é genética e Harry está na idade em que ela se desenvolve pela primeira vez. Norman morre e Harry é nomeado o novo CEO.
Enquanto trabalhava em um laboratório da Oscorp, o engenheiro elétrico Max Dillon se choca acidentalmente e cai em um tanque de enguias elétricas geneticamente modificadas. Elas o atacam e ele se transforma em um gerador elétrico vivo. Enquanto isso, Gwen diz a Peter que ela pode se mudar para a Inglaterra se ganhar uma bolsa de estudos na Universidade de Oxford. Sem saber da extensão de seu poder, Dillon vagueia pela Times Square, causando acidentalmente um blecaute, e é interrompido pelo Homem-Aranha. Dillon é levado para o Instituto Ravencroft, onde é estudado pelo cientista alemão Ashley Kafka.
Os primeiros sintomas da doença de Harry estão aparecendo, e ele usa informações que Norman deu a ele para deduzir que o sangue do Homem-Aranha pode salvá-lo. Ele pede a Peter, que tem vendido fotos do Homem-Aranha para o Clarim Diário, para ajudá-lo a encontrar o Homem-Aranha. Peter não tem certeza de quais efeitos a transfusão teria e da possibilidade de Harry sofrer uma mutação semelhante à do Dr. Curt Connors. Mais tarde, ele recusa Harry como Homem-Aranha, irritando Harry. O vice-presidente da Oscorp, Donald Menken, responsabiliza Harry pelo acidente de Dillon, remove-o do cargo de CEO e assume o controle da Oscorp. Harry propõe um acordo com Dillon, que agora se autodenomina "Electro", para voltar para dentro do prédio da Oscorp.
Dillon concorda e mata Dr. Kafka. Lá, Harry encontra o veneno das agora destruídas aranhas geneticamente alteradas. No entanto, depois que ele força Menken a injetar o veneno nele, ele acelera sua doença e o transforma no Duende Verde, mas o protocolo de emergência embutido na armadura de Norman restaura sua saúde. Peter encontra o laboratório secreto de seu pai em uma estação de metrô abandonada e descobre que Richard teve que fugir porque se recusou a cooperar com os planos de Norman de fazer armas biogenéticas com sua pesquisa. Peter então descobre que Gwen recebeu uma bolsa de estudos em Oxford. Ele professa seu amor por ela e eles concordam em ir para a Inglaterra juntos.
Electro causa outro apagão. Juntos, Peter e Gwen restauram o poder e sobrecarregam o corpo de Electro, matando-o.  Harry chega equipado com o armamento de Norman. Ao ver Gwen, ele deduz a identidade secreta do Homem-Aranha e, jurando vingança por não ter recebido a transfusão de sangue, a leva ao topo de uma torre do relógio. Peter consegue subjugar Harry, mas Gwen cai da torre. Ele a pega com uma teia, mas é tarde demais; A cabeça de Gwen atinge o chão, matando-a instantaneamente. Um Peter cheio de culpa fica deprimido e abandona seus deveres como Homem-Aranha.
Cinco meses depois, Harry é encarcerado em Ravencroft. Seu sócio, Gustav Fiers (o Cavalheiro), visita-o e os dois discutem a formação de sua própria equipe. Harry ordena que Fiers comece com Sytsevich e Sytsevich é libertado da prisão. Equipado com uma armadura, Sytsevich se autodenomina "Rhino" e avança pelas ruas. Peter, inspirado pelo discurso de formatura de Gwen, o confronta como o Homem-Aranha.

## Elenco
- Andrew Garfield como Peter Parker / Homem-Aranha: Um adolescente órfão que recebeu poderes de aranha depois de ser mordido por uma aranha geneticamente alterada. Peter primeiro usa seus poderes para tentar descobrir o assassino de seu tio em The Amazing Spider-Man, mas logo decide usar seus poderes para combater o crime como o vigilante conhecido como Homem-Aranha. Garfield explicou que de fato o que ele usaria no filme passaria por um novo design. Garfield esperava trazer de volta o tema dele sendo um órfão afirmando: "Eu quero continuar explorando esse tema de ser órfão, ser sem mãe, procurar por propósito e encontrar um propósito dentro de si". Ele sentiu que era sua responsabilidade assumir o papel e que ele não o tira levemente.[6]
  - Max Charles também retoma seu papel como o pequeno Peter Parker.
- Emma Stone como Gwendolyn "Gwen" Stacy: Uma estudante do ensino médio e o interesse amoroso de Peter. Quando perguntado sobre o relacionamento de Peter e Gwen na sequência, Stone disse: "Ela o salva mais do que ele a salva. Ela é incrivelmente útil para o Homem-Aranha... ele é o músculo, ela é o cérebro".[7]
- Jamie Foxx como Max Dillon / Electro: Um engenheiro elétrico que trabalha para as Indústrias Oscorp. Quando vai consertar a parte elétrica  do prédio que tava dando pane, ao reconectar sofre um acidente, caindo em um tanque de enguias magnéticas se transformando no "Electro". Foxx descreveu o personagem como "um ninguém" que inicialmente idolatra o Homem-Aranha. Ele desenvolve uma obsessão pelo herói após ser salvo por ele.[8] Foxx revelou que o seu personagem seria redesenhado para ser mais fundamentado, e que o terno clássico amarelo e verde do vilão seria omitido em favor de um aspecto moderno como preto, como descrito no filme.[9]
- Dane DeHaan como Harry Osborn / Duende Verde: Amigo de longa data de Peter e filho de Norman Osborn. Ele foi enviado para o internato ao mesmo tempo em que os pais de Peter desapareceram e o encontraram pela primeira vez. Ele eventualmente assume o papel do Duende Jr depois de injetar um soro especial de veneno de aranha em seu corpo, inicialmente injetado para fornecer uma cura, o que, em vez disso, o transforma em uma criatura hedionda e psicótica. Como Duende, Harry faz um terno tecnológico capaz de curá-lo e pode voar com o uso de um grande planador.[10]
- Sally Field como May Parker: a tia de Peter.
- Colm Feore como Donald Menken: Vice-presidente e chefe do Conselho da Oscorp. Ele está muitas vezes em disputa com Harry sobre suas capacidades de ser CEO da Oscorp, alegando que, porque Harry é um menino, ele é incapaz de liderar a empresa.
- Felicity Jones como Felicia Hardy: assistente de Norman em Oscorp, e mais tarde Harry's. Jones só foi creditado como Felicia no filme final, seu sobrenome foi revelado como "Hardy" em um vídeo de marketing para o lançamento de filmes em formatos HD digitais.
- Marton Csokas como Dr. Kafka: o chefe do Instituto Ravencroft.
- Paul Giamatti como Aleksei Sytsevich / Rino: um assassino russo contratado para a máfia russa, que se aliou com Harry e recebe um terno enorme, bem blindado, robótico e rinoceronte dele, decidindo se chamar de "Rinoceronte". Giamatti disse sobre seu personagem: "Ele é um mafioso russo. Os russos são sempre bons vilões. Tenho a habilidade de simplesmente destruir as coisas", disse ele. "Meu sotaque é muito bonito. Adorei fazê-lo. Pareceu-me como uma oportunidade de ser o mais amplo possível. Foi muito divertido".[11]

## Produção

### Desenvolvimento
"A franquia de filmes do Homem-Aranha é um dos melhores recursos do nosso estúdio. Estamos entusiasmados com a equipe criativa, que se reuniu para investigar mais profundamente o mundo que Marc, Avi e Matt começaram a explorar em The Amazing Spider-Man e The Amazing Spider-Man 2. Cremos que Marc, Alex e Drew têm visões excepcionalmente excitantes sobre como expandir o universo Spider-Man em cada um desses próximos filmes."

- Sony
O vilão da sequência foi anunciado no filme de 2012. Webb afirmou que a história da origem se desdobraria ainda mais na segunda parte. Em junho de 2012, Webb disse que não tinha certeza se voltaria, embora tenha sido confirmado em 28 de setembro de 2012, que ele voltaria para dirigir a sequência. Ele afirmou que "queria criar um universo que não apenas pudesse resistir, mas antecipar histórias futuras", enquanto também "trabalhava por si mesmo para um filme". Andrew Garfield também expressou esperança de repetir seu papel, e em setembro de 2012, foi confirmado que ele o faria. Emma Stone foi posteriormente confirmada para reprisar seu papel como Gwen Stacy, tendo assinado um contrato para duas sequências de Amazing Spider-Man. O traje original e a máscara de The Amazing Spider-Man foram alterados e têm lentes na máscara, tornando os olhos maiores. Os atiradores de teia também foram modificados.
O ator J. K. Simmons disse também que gostaria de reprisar seu papel como J. Jonah Jameson da trilogia do anterior do Homem-Aranha dirigida por Sam Raimi. Electro foi anunciado como o vilão, com Jamie Foxx sendo oferecido ao papel, Foxx confirmou mais tarde que ele vai interpretar o personagem e durante uma entrevista para a MTV, ele explica que o personagem vai sofrer um redesenho. Em 3 de dezembro de 2012, Marc Webb revelou que Dane DeHaan foi escolhido para interpretar Harry Osborn. Em 27 de fevereiro de 2013, Chris Cooper foi escalado como Norman Osborn.

#### Mary Jane Watson
Em 10 de outubro de 2012, foi anunciado que foi oferecido o papel de Mary Jane Watson a Shailene Woodley. Foi confirmado que Mary Jane teria um pequeno papel no filme, quando em 14 de março de 2013, foi informado que Shailene Woodley concluiu as filmagens de suas cenas. Em 19 de junho de 2013, foi anunciado que a Mary Jane foi cortada do filme. O diretor Marc Webb disse ao The Hollywood Reporter que o corte foi "uma decisão criativa para simplificar a história e se concentrar apenas em Peter e Gwen e seu relacionamento" e que todo mundo amou trabalhar com Woodley. Em 21 de junho de 2013, especulavam pelos sites de notícias sobre cinemas que a atriz canadense Sarah Gadon substituirá Woodley no filme, algo que ainda não foi confirmado oficialmente pelos produtores.

### Filmagens

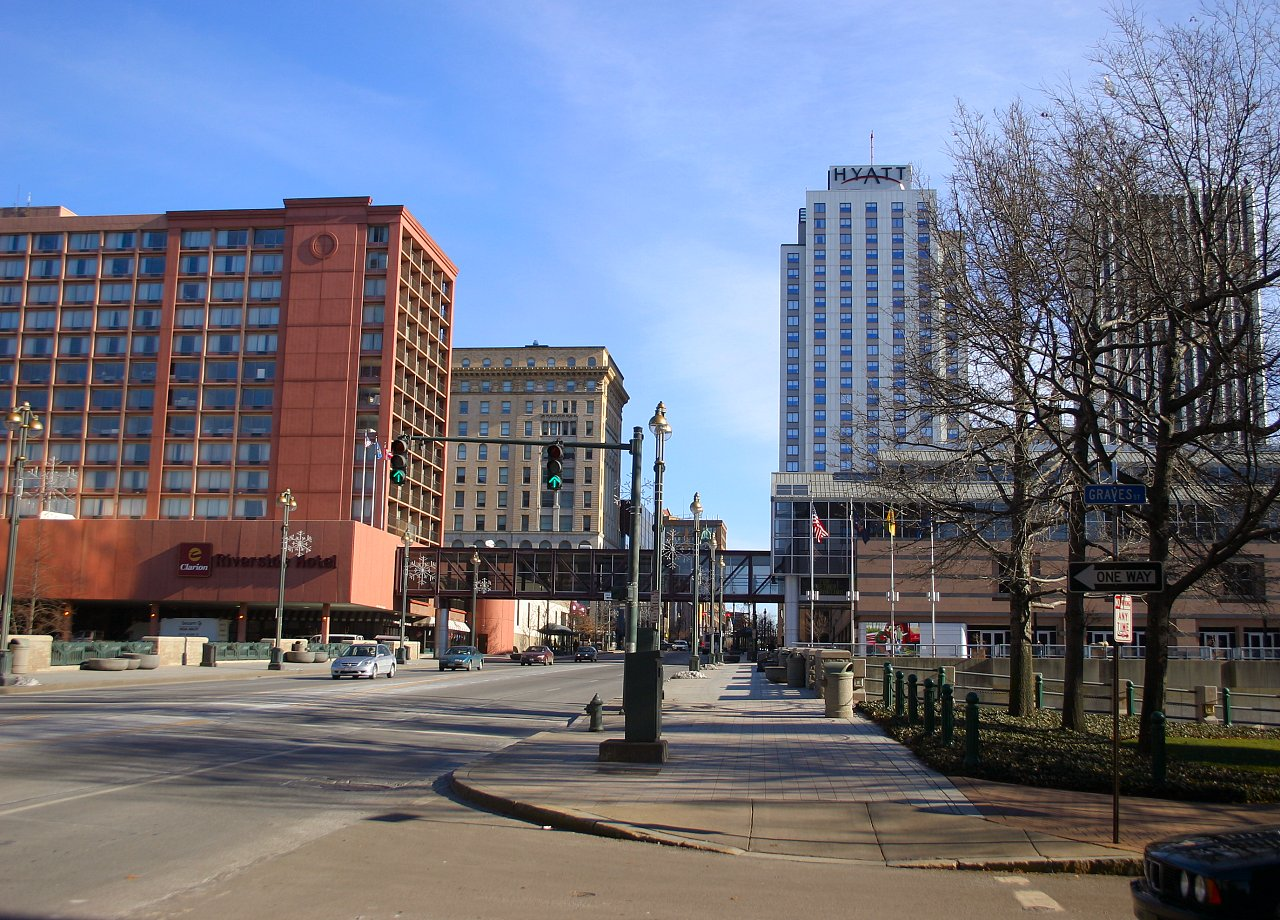
As cenas principais foram filmadas em Rochester (Nova Iorque).

Em 4 de fevereiro de 2013, o diretor Marc Webb postou em sua conta no Twitter que a fotografia principal havia sido começada. Ele também confirmou que a sequência estava sendo filmada em película de 35mm no formato anamórfico, em vez de sendo filmado digitalmente como foi o filme anterior da série. A Sony revelou que esse seria o primeiro filme do Homem Aranha a ser filmado inteiramente em Nova Iorque, incluindo uma cena de carro-perseguição que foi filmada em Rochester porque as leis de velocidade são menos restritivas no estado de Nova Iorque. A decisão de filmar em Williamsburg, perto do feriado da Páscoa Judaica causou controvérsia, já que os críticos acreditavam que isso era culturalmente insensível e causaria problemas com o estacionamento. Fotos do set indicam que a Universidade Estadual de Nova Iorque Maritime College está sendo usado para representar o Instituto Ravencroft no filme. A empresa de filmagem decidiu trabalhar com a comunidade e concordou em ajustar suas atividades de produção para a Páscoa.
Os produtores montaram uma equipe de 200 pessoas para o tiro de 10 dias em Rochester, com um total de 250 membros da equipe local e 150 extras locais. As cenas proeminentes foram filmadas principalmente na Main Street de Rochester e foram remasterizadas digitalmente para se parecer com a cidade de Nova Iorque. Em 25 de junho de 2013, Webb postou no Twitter que a filmagem foi completada. O trabalho de Soundstage foi feito em Grumman Studios e Gold Coast Studios, ambos em Bethpage, Nova Iorque, e no Marcy Armory no Brooklyn. O filme tornou-se a maior produção de filmes do estado de Nova Iorque.

### Efeitos especiais

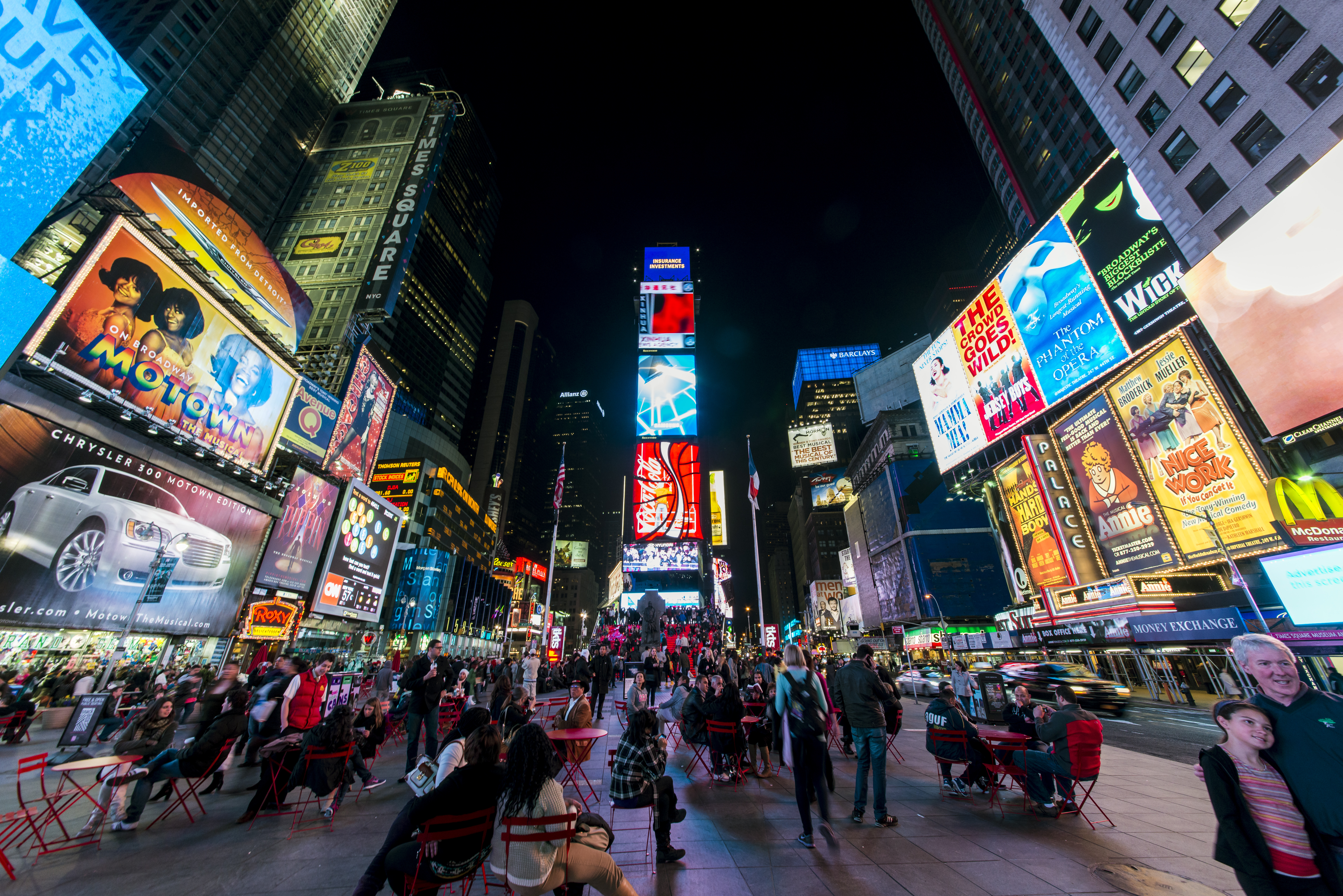
O design VFX da Times Square, onde ocorre a batalha entre o Homem-Aranha e Electro, levou um ano.

A Sony Pictures Imageworks projetou os efeitos especiais para o filme. A composição digital do filme, incluindo a cena onde a batalha de Homem-Aranha e Electro na Times Square, levou um ano para completar. Os conjuntos de Times Square foram construídos em Gold Coast Studios com as telas verdes, e a maioria das cenas foi redirecionada digitalmente por computador. A equipe de fotografia e VFX tomou mais de 36 mil fotos do Times Square para recriar digitalmente a localização. Além disso, a equipe de animação capturou mais de 100 outdoors durante o processo de fotografia.
O filme foi pós-convertido de 2D para 3D , em parte porque a equipe de produção queria filmar filme de 35 mm . Dan Mindel usou o Kodak Vision3 500T 5219 e o 200T 5213, enquanto a segunda unidade disparou o dia dos exteriores no Kodak Vision3 50D 5203. Durante a produção, 20 camadas de efeitos CGI relâmpago foram aplicadas para descrever o Electro. Jamie Foxx foi fotografada como a equipe Electro by KNB EFX e as cores da pele costumavam mostrar o humor do personagem.
Um número total de 1600 tiros de efeitos visuais do filme foi originalmente filmado em 2K de resolução e depois convertido em resolução de 4K com a ajuda da classificação de cores . Para dar aos efeitos visuais um visual realista, Os designers de som Addison Teague e Eric Norris e os misturadores de re-gravação Paul Massey e David Giammarco misturaram a música de fundo usando a tecnologia de som de cinema Auro 11.1 e a trilha sonora do filme foi remixada usando Dolby Atmos, Auro e Dolby 5.1.

### Pós-produção
O filme foi mixado em Auro 11.1 e Dolby Atmos no convertido William Holden Theatre. A mixagem de ambos foi completada por Paul Massey e David Giammarco.
Uma cena de teaser de meio crédito de X-Men: Dias de um Futuro Esquecido foi adicionada ao filme após sua estreia em Londres, devido a um acordo existente entre Webb e a 20th Century Studios, no qual a Fox permitiu que Webb dirigisse o filme se a Sony o promovesse o filme X-Men gratuitamente. A cena, ambientada durante a Guerra do Vietnã, mostra Mystique (Jennifer Lawrence), uma mutante desonesta, tentando se infiltrar em um acampamento militar liderado por William Stryker (Josh Helman) em uma tentativa de recrutar companheiros mutantes Havok (Lucas Till) e Sapo (Evan Jonigkeit).  A inclusão da cena gerou confusão entre alguns espectadores no Reino Unido, que pensaram que isso significava que um filme crossover entre X-Men e Homem-Aranha estava sendo planejado, com base em como Marvel Studios e Disney faria dentro do Universo Cinematográfico Marvel para promover filmes futuros.

## Música
Em 20 de julho de 2013, Webb anunciou que Hans Zimmer estaria compondo a música do filme, substituindo James Horner, o compositor do primeiro filme. Zimmer é conhecido pelos seus trabalhos na trilha sonora de O Rei Leão, na saga Piratas do Caribe estrelada por Johnny Depp, na trilogia de Batman do diretor Christopher Nolan, Homem de Aço e na franquia animada Madagascar. Webb e Zimmer formaram um super grupo com Williams, Johnny Marr, Mike Einziger e Eurythmics, David A. Stewart, para criar a música para a sequencia. Eventualmente, Stewart não participou da música do filme, e o super grupo, Creditado como The Magnificent Six (uma referência para Sexteto Sinistro) foi composto por Williams, Marr, Einziger, Junkie XL, Steve Mazzaro e Andrew Kawczynski assistindo Zimmer. A trilha sonora do filme foi lançada em 22 de abril de 2014 pela Columbia Recordse Madison Gate Records. Hans Zimmer descreveu seu trabalho para este filme como diferente de trabalhos anteriores dele, revelando assim um dos temas para o filme, que foi ouvido pela primeira vez no site.
Em 31 de março de 2014, uma faixa chamada "It's On Again" foi carregada para o SoundCloud. Possui vocais de Kendrick Lamar e Alicia Keys. Keys anunciou a música no Twitter e creditou Zimmer e Williams, juntamente com Lamar e ela mesma pela música, indicando a música como parte da trilha sonora do filme.

## Lançamento

### Marketing

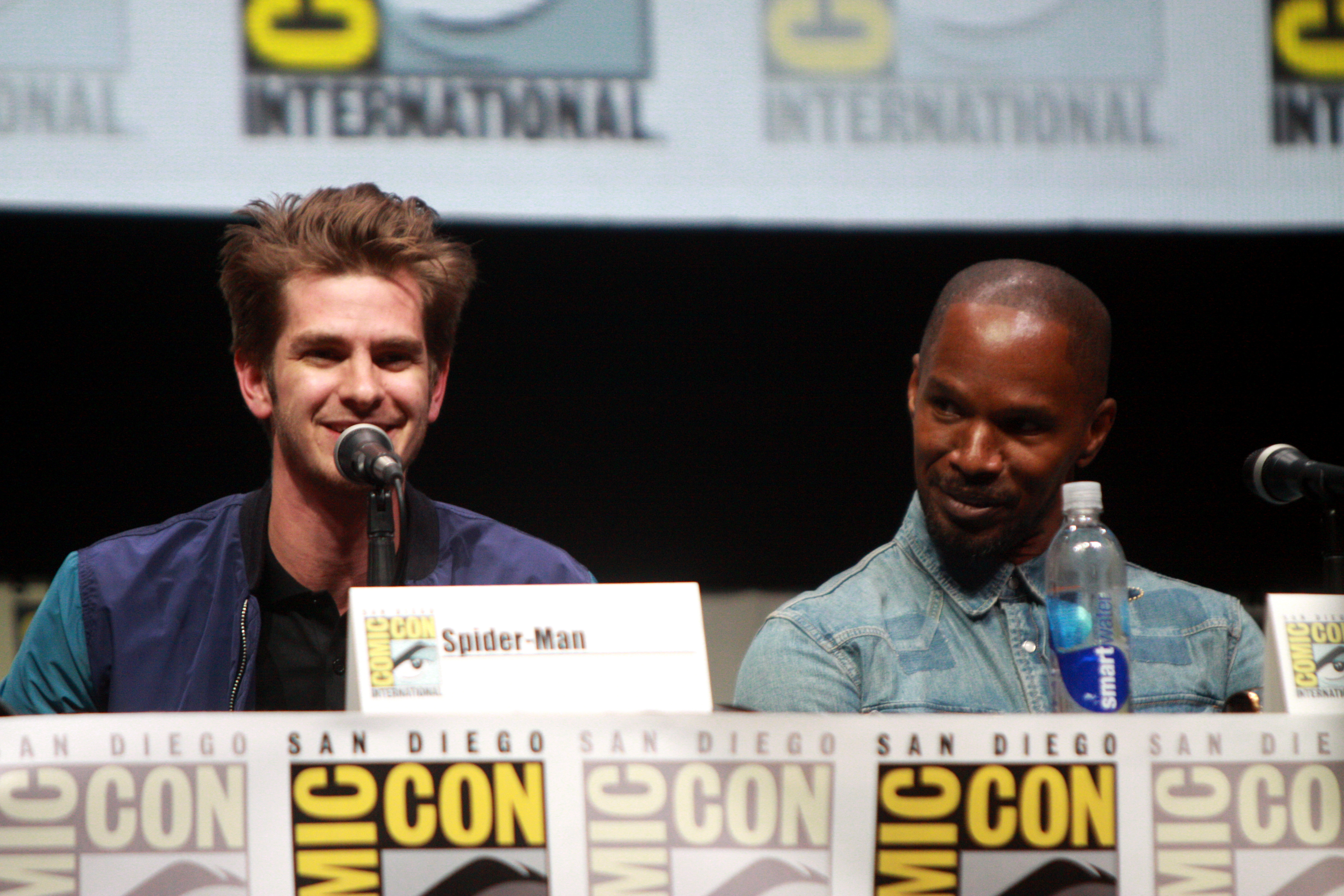
Andrew Garfield e Jamie Foxx na Comic Con 2013

Em 17 de julho de 2013, a Sony lançou um clipe do filme com as primeiras imagens lançadas de Jamie Foxx como Electro para incentivar a participação no painel, no San Diego Comic-Con International. No painel, eles estrearam um trailer de quatro minutos, que não foi lançado publicamente, mas acabou por ser vazado na internet. O marketing viral para o filme incluiu uma versão do Daily Bugle no serviço de blog Tumblr. Marc Webb publicou uma foto no Twitter com uma mensagem escrita em linguagem Dwarven revelando que o primeiro trailer estrearia antes das exibições 3D de O Hobbit: A Desolação de Smaug.
Em 8 de dezembro de 2013, foi anunciado que novas filmagens do filme seriam apresentadas durante as festas de Ano Novo na Times Square, em Nova Iorque. O filme foi ainda promovido durante a campanha "Earth Hour" do World Wide Fund for Nature (WWF). O elenco esteve presente no lançamento do evento de 2014 em Cingapura. A Disney Consumer Products anunciou uma linha de produtos de mercadorias para o filme na American International Toy Fair em 17 de fevereiro de 2014.

## Recepção

### Bilheteria
O Amazing Spider-Man 2 arrecadou US $ 202,9 milhões nos Estados Unidos e no Canadá e US $ 506,1 milhões em outros países por um total bruto de US $ 709 milhões. O filme arrecadou US $ 8,7 milhões em suas primeiras apresentações da noite de quinta-feira. E terminou o seu fim de semana de abertura em primeiro lugar com US $ 91,6 milhões, quase US $ 30 milhões a mais que o fim de semana de abertura do primeiro filme. Em seu segundo final de semana, o filme arrecadou US $ 35,5 milhões (queda de 61%) e caiu para o segundo na bilheteria por trás do recém-chegado Vizinhos. Foi semelhante à queda de 61,5% na segunda semana do Homem-Aranha 3 em 2007.
Fora da América do Norte, The Amazing Spider-Man 2 abriu em 16 de abril de 2014, US $ 2,73 milhões no Reino Unido e US $ 190 mil na Bélgica, enquanto abrangeu US $ 1,44 milhões na Austrália e US $ 1,11 milhões na Alemanha. O lançamento do filme na Índia foi o maior fim de semana de abertura para um filme americano nesse ponto. Na China, o filme foi exibido em 11.002 telas, que foi a maior versão de filme da história. No seu dia de abertura em Hong Kong, o filme ganhou US $ 1,23 milhão, a maior abertura bruta no território.

### Crítica
The Amazing Spider-Man 2 recebeu críticas mistas de críticos de cinema e público. Na revisão do site Rotten Tomatoes, o filme tem uma classificação de aprovação de 52% com base em 278 avaliações, com uma classificação média de 5.8 / 10. O consenso crítico do site diz: "Enquanto o elenco é excelente e os efeitos especiais são de primeira qualidade, a última edição da saga Spidey sofre de uma narrativa sem foco e uma superabundância de personagens". No Metacritic, o filme tem uma pontuação de 53 em 100, com base em 49 críticos, indicando "revisões mistas ou médias". As pesquisas de CinemaScope realizadas durante o fim de semana de abertura revelaram que os cinéfilos deram grau médio ao filme. As principais críticas ao filme foram que seus personagens estavam subdesenvolvidos, seu roteiro estava lotado, e era longo. No entanto, os efeitos especiais, a química entre Stone e Garfield, o desempenho de Dane DeHaan, as cenas de ação e a partitura musical de Hans Zimmer foram cumpridos com grandes elogios. O retrato de Foxx de Max Dillon / Electro foi encontrado com críticas misturadas.
O Los Angeles Times disse: "O filme está cheio de linhas de enredo, pedaços e vilões, embora as estrelas Andrew Garfield e Emma Stone façam o melhor para dar o coração do filme". Tim Robey, do The Telegraph, disse: "A sequência do Spider-Man de Marc Webb é superada com vilões de alta tensão, mas as faíscas entre Andrew Garfield e Emma Stone, salva o dia". Simon Reynolds, da Digital Spy, disse: "O passado, o presente e o futuro de Peter se entrelaçam em uma sequência que oferece bang para o seu dinheiro. Isso disse que você não pode ajudar, mas sentir os contadores de feijão da franquia no trabalho aqui, graças a todos o prenúncio sinistro e os arcos de caráter não resolvidos. Muitos cozinheiros e tudo isso ... ". Kim Newman of Empire marcou o filme três estrelas de cinco estrelas, dizendo: "Algumas gags muito largas de lado - e mesmo estas estão no funky espírito dos anos 60 Marvel - este é um segundo segundo satisfatório com emoções, desgosto, suspiros e um final de foice perfeitamente julgado". Leslie Felperin, do The Hollywood Reporter, disse: "O herói homônimo atinge seu passo super-heróico aqui, assim como Andrew Garfield no papel, especialmente quando o alter ego de Spider-Man, Peter Parker descobre que sempre há algumas letras finas em um contrato com estes muitos benefícios. O enredo fica enrolado em várias vertentes do vilão, mas, no essencial, esta parcela é emocionalmente mais pesada e mais satisfatória do que sua antecessora". Guy Lodge of Variety disse: "A redundância continua a ser um problema, mas esta sequencia de super-herói superada ocorre em som, fúria e química de estrela". Richard Roeper deu ao filme um B +, afirmando que "é cerca de 20 minutos demais e está cheio de muitos personagens e muitas subparcelas, mas há coisas boas em The Amazing Spider-Man 2 para justificar o otimismo sobre o próximo capítulo da franquia. Uma revisão negativa veio de Peter Travers of Rolling Stone , dando ao filme duas estrelas de quatro, ele disse: "As coisas correm rapidamente com o Amazing 2. Sou o único que odeia a palavra Incrível para descrever um filme que Não é? Apenas perguntando". O crítico do IGN, Daniel Krupa, deu 6,9 / 10 e escreveu: " The Amazing Spider-Man 2 tem muita razão, mas há uma constante incomodidade com a maquinaria de seu enredo; Você quase pode ouvir as engrenagens girando. No entanto, o que é pior é que, às vezes, torna-se abertamente paternalista: há telas piscando e voice-overs de computador constantemente dizendo o que é algo ou o que algo está fazendo, apenas no caso de as pessoas nas filas traseiras não prestarem atenção, o que se sente em desacordo com a inteligência emocional do filme.

## Futuro

### Sequências canceladas e spin-offs
A Sony pretendia originalmente que o filme lançasse um universo cinematográfico expansivo em torno do Homem-Aranha e derivados para competir com a Marvel Studios com o Universo Cinematográfico Marvel, 20th Century Fox com a série de filmes X-Men/Deadpool/Quarteto Fantástico e a DC Comics com o Universo Estendido DC. Em 2013, a Sony anunciou um terceiro filme da franquia The Amazing Spider-Man com data de lançamento de 10 de junho de 2016, Alex Kurtzman, Roberto Orci e Jeff Pinkner voltariam a escrever, e um quarto filme com data de lançamento de 4 de maio de 2018. A série incluiria filmes derivados do Sexteto Sinistro e Venom, com Drew Goddard escrevendo e dirigindo as duas partes de The Amazing Spider-Man: Sinister Six e Kurtzman dirigindo um roteiro de Venom and Carnage (escrito por ele mesmo, Orci, e Ed Solomon). Sinister Six Part 1 foi planejado para lançamento em 11 de novembro de 2016.  Além disso, em agosto de 2014, a Sony contratou Lisa Joy Nolan para escrever o roteiro de um filme protagonizado por Felícia Hardy / Gata Negra e Silver Sable / Sabre de Prata em 2017, intitulado Silver & Black. A Sony anunciou planos para um spin-off baseado em Homem-Aranha 2099 a ser lançado no final de 2017. O personagem mais tarde apareceu na cena pós-créditos de Spider-Man: Into the Spider-Verse (2018) e parte da trama principal em Spider-Man: Across the Spider-Verse (2023) dublado por Oscar Isaac.
No entanto, entre dezembro de 2013 e o lançamento de The Amazing Spider-Man 2 em maio de 2014, Garfield e Webb afirmaram que, embora os dois voltassem para o terceiro filme, nenhum dos dois tinha certeza de seu envolvimento no quarto com Webb, confirmando que ele não iria estar dirigindo. Após as críticas mistas e o desempenho de bilheteria de baixo desempenho da franquia de The Amazing Spider-Man 2, o futuro da franquia não estava claro. Em julho de 2014, Orci deixou o terceiro filme para trabalhar em Star Trek Beyond (2016), The Amazing Spider-Man 3, que teria incluído Chris Cooper retornando como Norman Osborn e focado na recuperação de Peter da morte de Gwen Stacy, foi adiado para uma data não especificada em 2018, e as duas partes de The Amazing Spider-Man 4 foram movidas para uma data posterior desconhecida.
Após o hack da Sony Pictures em 2014, Emma Stone estava em negociações para retornar como uma Stacy ressuscitada no filme da protagonista feminina em 2017 e The Amazing Spider-Man 4, com o antagonista Carnificina. Também foi revelado que a A Sony estaria em negociações para que Sam Raimi voltasse à franquia para dirigir uma nova trilogia da sua versão do personagem. A Sony estava em discussão com a Marvel Studios sobre a inclusão do Homem-Aranha no Universo Cinematográfico Marvel, em Capitão América: Guerra Civil. A Marvel teria ficado insatisfeita com alguns dos termos do acordo proposto, incluindo os direitos do filme com a Sony, e ambas as negociações teriam cessado. No início de 2015, um acordo entre os estúdios que permitia ao Homem-Aranha estar no Universo Cinematográfico da Marvel foi alcançado, cancelando efetivamente a franquia The Amazing Spider-Man. Falando com Amy Adams para a série Variety's Actors on Actors no YouTube em 2016, Garfield descreveu a si mesmo como tendo ficado "de coração partido" por sua experiência em trabalhar nos filmes de The Amazing Spider-Man.

#### Movimento # MakeTASM3
“Quero dizer, sim, definitivamente aberto a algo se parecesse certo. Peter e Homem-Aranha, esses personagens são todos sobre serviço, para o bem maior e para muitos. Ele é um garoto da classe trabalhadora do Queens que conhece a luta e a perda e é profundamente empático. Eu tentaria pegar emprestado a estrutura ética de Peter Parker nisso, se houvesse uma oportunidade de voltar e contar mais dessa história, eu teria que me sentir muito seguro e seguro de mim mesmo.”

- Andrew Garfield ao retornar como Homem-Aranha.
Após sua aparição em No Way Home, uma grande campanha de fãs começou a virar tendência no Twitter com 86 mil tweets durante o fim de semana de estreia do filme sob o nome # MakeTASM3, convocando a Sony para fazer um terceiro filme da franquia The Amazing Spider-Man com Andrew Garfield, que também teve o seu nome em alta naquele fim de semana, com 302 mil tweets. Alguns sugeriram que os filmes de The Amazing Spider-Man sejam reconvertidos no Universo Homem-Aranha da Sony, com a proposta de que o Homem-Aranha de Garfield batalhe com o Venom de Tom Hardy em um filme futuro, baseado em uma conversa de No Way Home em que Peter Parker de Garfield reclama que as versões de Parker de Maguire e Holland conseguiram lutar contra alienígenas enquanto ele não. Em uma entrevista com Entertainment Tonight, Garfield expressou interesse em reprisar seu papel como seu Peter Parker para outro filme do Homem-Aranha.

### Universo Cinematográfico Marvel
É um grande dia aqui na Sony. Kevin Feige, Amy Pascal e suas equipes fizeram um trabalho incrível. O processo da Marvel é muito completo e é por isso que seus resultados são tão notáveis. Estou confiante de que o Homem-Aranha não será exceção. Eu trabalhei com vários diretores promissores que se tornaram superstars e acreditam que Jon Watts é um talento excepcional. Para o próprio Aranha, vimos muitos jovens atores incríveis, mas os testes de tela de Tom Holland foram especiais.

- Tom Rothman, presidente do Sony Pictures Motion Picture Group.
Em fevereiro de 2015, a Sony e a Marvel Studios anunciaram que uma nova iteração do Homem-Aranha apareceria no Universo Cinematográfico Marvel, com o personagem aparecendo em Capitão América: Guerra Civil. A Sony Pictures continuará a financiar, distribuir, possuir e ter o controle criativo final dos filmes do Homem-Aranha. A Marvel Studios e a Sony explorarão as oportunidades de integrar outros personagens do MCU em futuros filmes do Homem-Aranha. A Sony lançou um filme independente intitulado Spider-Man: Homecoming (2017), produzido por Kevin Feige e Amy Pascal, em 7 de julho de 2017, com Tom Holland estrelando como o novo Homem-Aranha. Holland repete sua interpretação do personagem em Avengers: Infinity War (2018), Avengers: Endgame (2019), Spider-Man: Far From Home (2019) e Spider-Man: No Way Home (2021).
A Marvel e a Sony cancelaram seu acordo em agosto de 2019 devido a problemas de produção e o Homem-Aranha voltou para a Sony como um personagem separado, não mais parte do MCU, mas em setembro, a Disney e a Sony chegaram a um novo acordo, que inclui um terceiro filme do personagem, bem como outro filme, ambos ambientados no MCU. Enquanto a batalha continuava sobre os direitos do personagem após o processo em setembro de 2021, a Marvel e a Sony poderiam perder os direitos do Homem-Aranha no início de 2023 se tivessem sucesso.
Vários atores reprisaram seus papéis como personagens de filmes anteriores do Spider-Man: No Way Home, incluindo Tobey Maguire como Peter Parker / Homem-Aranha, Willem Dafoe como Norman Osborn / Duende Verde, Alfred Molina como Dr. Otto Octavius / Doutor Octopus e Thomas Haden Church como Flint Marko / Homem-Areia de trilogia de Sam Raime, juntamente com Garfield como Peter Parker / Homem-Aranha, Rhys Ifans como Dr. Curt Connors / Lagarto e Foxx como Max Dillon / Electro da franquia The Amazing Spider-Man de Marc Webb.

### Universo Homem-Aranha da Sony
Em março de 2016, a Sony estava avançando com o filme autônomo Venom com Dante Harper escrevendo o roteiro, Avi Arad e Matt Tolmach produzindo e Tom Hardy como Venom. O filme foi lançado em 5 de outubro de 2018 e foi dirigido por Ruben Fleischer. Uma sequência, Venom: Let There Be Carnage, foi lançada em 1 de outubro de 2021, com Hardy reprisando o papel e Andy Serkis substituindo Fleischer como diretor, devido a Fleischer estar dirigindo Zombieland: Double Tap. Morbius, estreiou em 1º de abril de 2022, dirigido por Daniel Espinosa e estrelado por Jared Leto como Morbius. Em maio de 2021, foi confirmado que o filme, Kraven the Hunter, está em desenvolvimento e será lançado em 13 de dezembro de 2024, Aaron Johnson interpretará o personagem, e J.C. Chandor para dirigir o filme, enquanto os dois filmes sem título, sendo Madame-Web e Venom: The Last Dance, foram adiados e lançados em 2023. Durante a cena pós-creditos de Let There Be Carnage, Venom é levado ao Universo Cinematográfico Marvel, após ser levado ao UCM, é mostrado Venom assistindo ao Clarim Diário falando sobre a identidade secreta do Homem-Aranha ter sido revelada, sendo uma ligação entre Venom: Let There Be Carnage e Spider-Man: No Way Home. E na cena pós-creditos de Spider-Man: No Way Home, é mostrado Eddie Brock/Venom no México, conversando com um barman e referenciando super-heróis do UCM, como Homem de Ferro, Hulk e Thanos, depois, ele diz que ele deveria ir a Nova York falar com o Homem-Aranha, depois ele é levado ao Universo Homem-Aranha da Sony após o feitiço de Steven Strange de todos voltarem para seus universos.